# Mandrake 2
A Mandrake 2 amerikai technológiai műholdpár, amely két műholdból, a Mandrake 2A (vagy Abel) és a Mandrake 2B (más néven Baker) műholdakból áll. Az eszközöket a DARPA Blackjack programjához készítették. A műholdakkal a világűrben történő szélessávú optikai adatátvitelt próbálják ki. Az űreszközök közötti optikai adatátvitel jelenti a DARPA által tervezett műholdhálózat technológiai alapját.
A műholdakat az Astro Digital cég gyártotta mindössze kilenc hónap alatt, az űreszközök adatátviteli berendezéseit az SA Photonics cég készítette.
A két műholdat eredetileg 2021 elején indították volna a SpaceX cég Transporter 1 missziója keretében, melynek során több mint száz kis műholdat állítottak pályára. A műholdak Falcon 9 hordozórakétára történő rögzítése közben azonban működésbe lépett a leválasztó szerkezet és mindkét műhold megsérült. A műholdakat a kijavításuk után a SpaceX Transporter 2 missziója keretében állították pályára 2021. június 30-n egy Falcon 9 v1.2 (Block 5) hordozórakétával.